# 雅各布斯角 (加利福尼亞州)
雅各布斯角（英語：Jacobs Corner）是位於美國加利福尼亞州優洛縣的一個非建制地區。該地的面積和人口皆未知。

## 地理
雅各布斯角的座標為38°40′18″N 121°53′40″W / 38.67167°N 121.89444°W，而該地的平均海拔高度為39米（即128英尺）。